# 日新町 (基隆市)

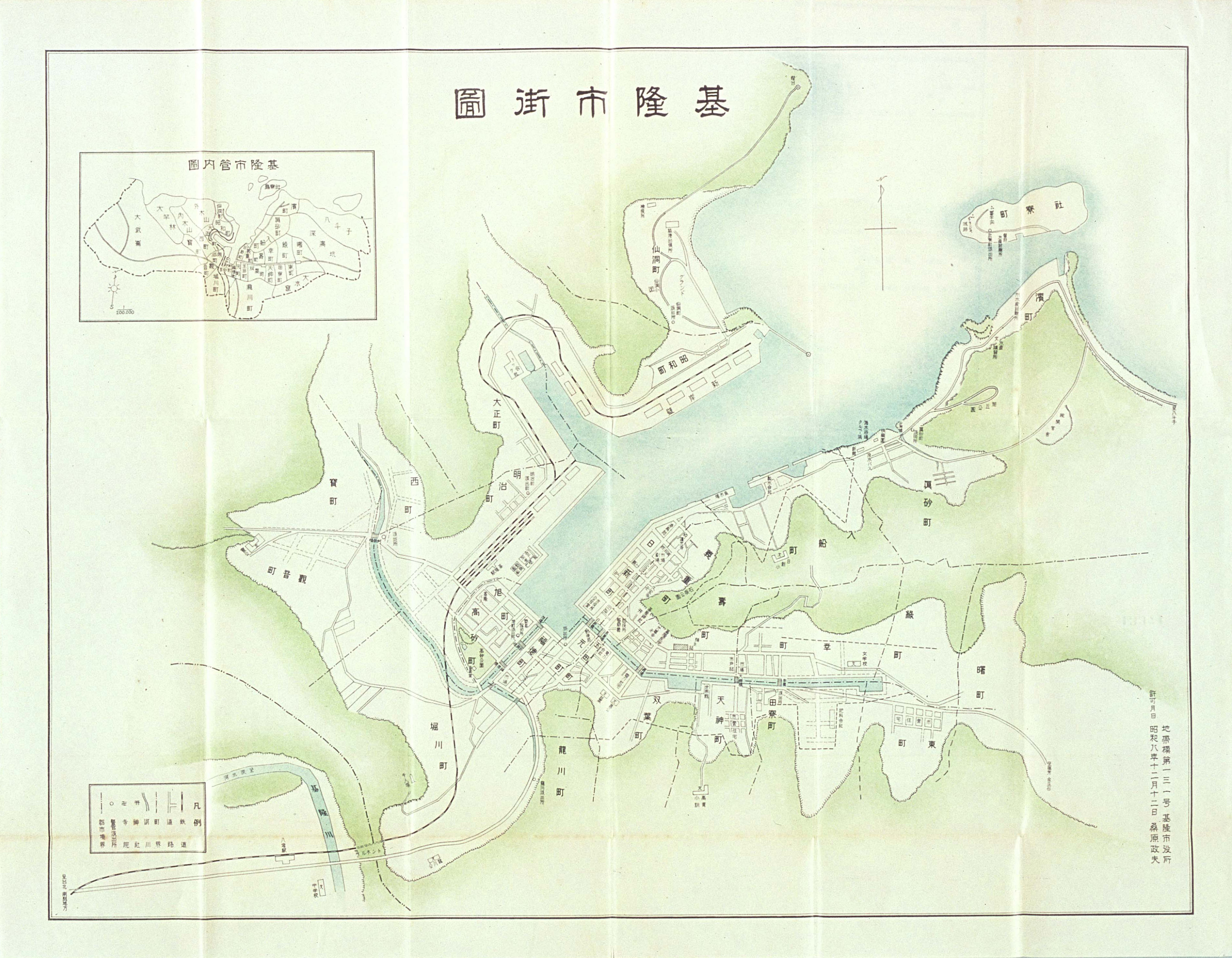
基隆市街圖

日新町為台灣日治時期臺北州基隆市的一個町，於基隆市自昭和6年（1931年）10月1日實施町名改正後設置，位於日新橋通和海岸通一帶，其名稱取自跨越田寮河的「日新橋」（今為富狗橋）；當地原屬於基隆市大字基隆的哨船頭、義重橋、鼻子頭。
日新町約為現今地籍日新段一至七小段的範圍，約為中正區港通里。

## 町內設施

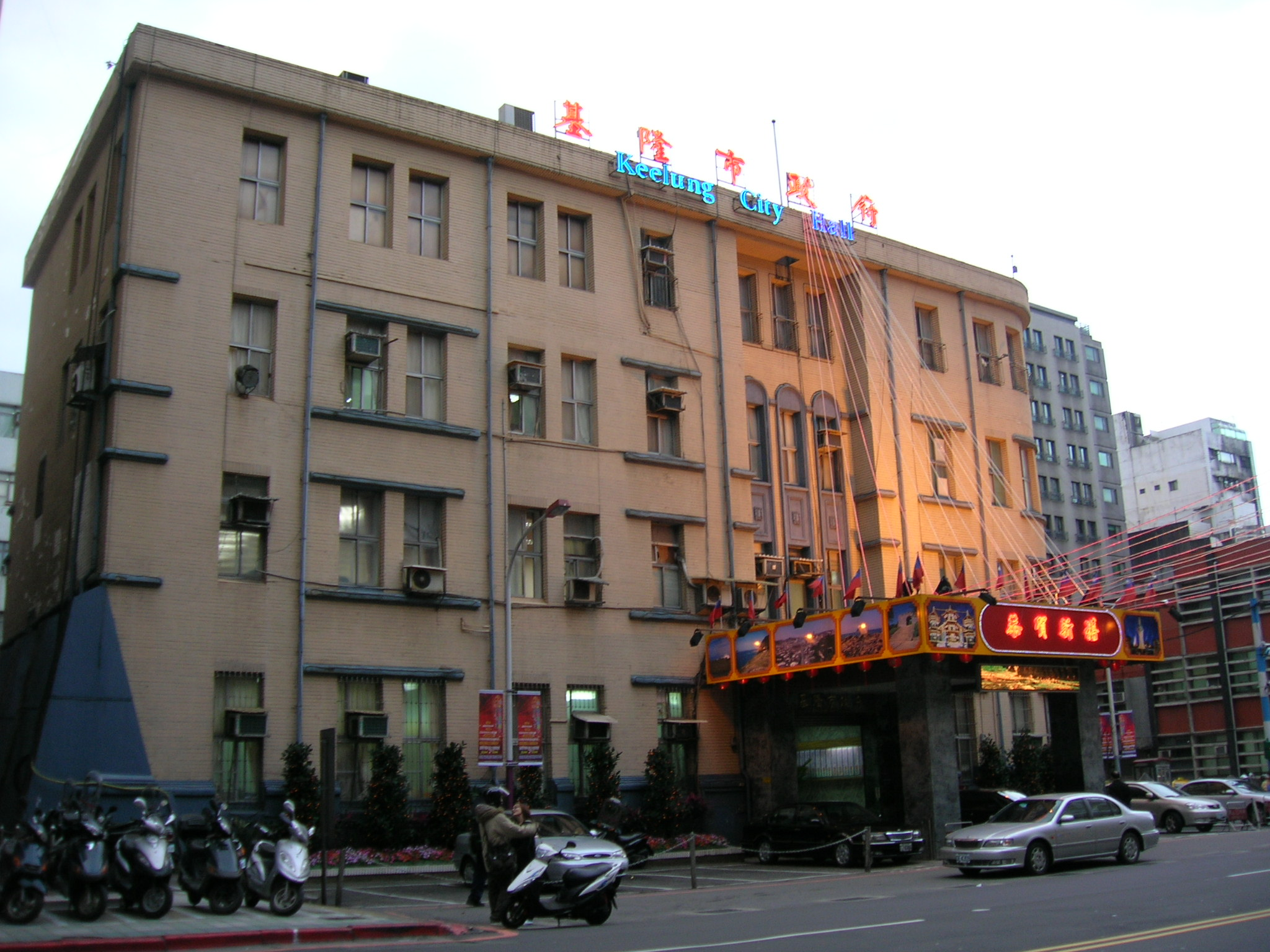
基隆市役所(現為基隆市政府)

一丁目
- 基隆市役所
- 基隆圖書館
- 基隆公會堂
- 臺灣銀行基隆支店
- 基隆庶民信用組合
- 海水浴場

二丁目
- 基隆憲兵分隊
- 專賣局基隆出張所
- 芳隆炭礦合資會社
- 台灣海運合名會社
- 三菱商事株式會社基隆出張所
- 中臺商事株式會社
- 基隆倉庫信用利用組合

三丁目
- 基隆檢番
- 基隆信用組合
- 台灣勸業無盡株式會社基隆支店
- 山下汽船會社台灣支店
- 台灣產業株式會社

四丁目
- 台灣商工銀行基隆支店
- 小澤石油店基隆出張所
- 大同礦油株式會社基隆出張所

五丁目
- 基隆劇場[3]

六丁目
- 港務所
- 港灣館